# Кладбище Малвазинки
Кладбище Малвазинки (чеш. Hřbitov Malvazinky) — одно из крупнейших кладбищ чешской столицы в районе Прага 5 (Смихов). Известно также как Смиховское кладбище Праги. Расположено на западной окраине Смиховского района Праги, в районе бывших виноградников.
Открыто в 1876 году по проекту архитектора Антонина Виктора Барвитиуса. Получило название от местности Малвазинки. Площадь — 7,58 га, количество захороненных составляет 54 468.
Доминантой кладбища является неороманская церковь св. Церковь Филиппа и Иакова, построенная в 1894-1896 годах по проекту архитектора Адольфа Духона. Территория кладбища с церковью с 1958 года охраняется как памятник культуры.
На кладбище похоронен ряд выдающихся чехословацких и чешских деятелей политики, науки, культуры и спорта.
- Арбес, Якуб — писатель
- Бечка, Богдан — политик
- Бонди, Эгон — писатель, философ
- Вайс, Карел — композитор
- Веселый, Франтишек — футболист
- Влачил, Франтишек — кинорежиссёр
- Влчек, Эмануэль — антрополог
- Готт, Карел — певец
- Каан фон Альбест, Индржих — композитор
- Карасек, Йиржи — поэт, писатель, драматург
- Кефер, Ян — писатель
- Киршнер, Лола — писательница
- Клима, Ладислав — писатель, философ
- Когоут, Антонин — музыкант
- Майер-Хартинг, Роберт — политик
- Мырквичка, Иван — живописец
- Недбал, Милош — народный артист Чехословакии
- Новотный, Антонин — президент Чехословакии в 1957—1968, 1-й секретарь ЦК КПЧ в 1953—1968
- Новотный, Вацлав — историк
- Пулюй, Иван Павлович — физик
- Ржежабек, Ян — историк
- Рокль, Рудольф — композитор
- Секора, Ондржей — писатель
- Скальский, Густав — историк
- Сланский-младший, Рудольф – политик
- Ходоунский, Карел — врач
- Эберт, Карл Эгон — поэт
- Янский, Ян — психиатр